# Dispepsia
La dispepsia (dal greco δυσπεψία, composto di "δυς-" (dys) = "difficile" e "πέψις" (pepsis) = "digestione") indica una condizione patologica caratterizzata dalla presenza predominante di dolore e/o fastidio persistente o ricorrente localizzato nell'epigastrio, più o meno associato a senso di pienezza e anoressia. Poiché non sono stati definiti i parametri clinici che permettono di distinguere i soggetti sani dai soggetti affetti da patologie dispeptiche, non è possibile classificare i differenti casi sintomatologici in precisi quadri clinici. I quadri caratterizzati da dispepsia si classificano normalmente in base ai sintomi.

## Tipologia
La dispepsia, a seconda delle cause (fattori di rischio per cause importanti o meno) che la inducono, può essere classificata come:
- Organica o secondaria, causata da patologie del tratto digestivo superiore come esofagite, gastrite, duodenite, pancreatite, epatite e malattie della via biliare. La dispepsia è inoltre un sintomo comune di deficit enzimatici (pancreatite cronica) o di colestasi. La dispepsia si associa anche a intossicazioni alimentari, sbagliate combinazioni alimentari protratte nel tempo, abuso di sostanze (es: eroina) o all'assunzione di farmaci (es: metformina, FANS, bifosfonati, oppiacei, chemioterapici).
- Funzionale o primitiva, un disordine cronico e/o ricorrente caratterizzato da dolore e fastidio localizzato ai quadranti addominali superiori per il quale non è possibile identificare una causa organica, biochimica o strutturale indagata mediante endoscopia e/o ecografia.

Particolari forme sono la dispepsia cardiaca (con cardiopatia annessa) e la dispepsia isterica, causata da turbamenti emotivi.

## Sintomi
Può essere accompagnata da gonfiore, sensazione di imbarazzo gastrico, eruttazione, nausea o bruciore di stomaco; quest'ultimo sintomo è da non confondersi con la dispepsia in sé stessa in quanto solitamente insorge per cause differenti e viene trattato diversamente. Può essere inoltre accompagnata da anoressia e sensazione di sazietà appena toccato cibo; anche lo stress acutizza i sintomi, così come l'assunzione di pasti.

## Eziologia
Sono numerose le persone che soffrono di dispepsia, spesso causata da fattori correlati allo stile di vita, come la dieta o il fumo, sebbene vi siano anche cause più importanti come il cancro dello stomaco, l'ulcera peptica e taluni farmaci, disturbi del comportamento alimentare: condizione correlate come fattore di rischio sono le malattie mentali.

### Dispepsia organica
- Gastrite acuta e cronica;
- Pseudo-ostruzione intestinale e patologie intestinali motorie;
- Esofagite;
- Gastroduodenite;
- Sindrome del colon irritabile;
- Pancreatite;
- Neoplasia a livello del tubo digerente o del pancreas;
- Abuso di farmaci o alcool.

### Dispepsia funzionale
La dispepsia funzionale è un disturbo gastrico determinato da differenti caratteristiche cliniche, ognuna delle quali è caratterizzata da diversi sintomi gastrointestinali alla parte superiore dell'addome, in assenza della patologia organica; l'infezione dal batterio dell'Helicobacter pylori può peggiorarne la sintomatologia.
La diagnosi è possibile mediante l'esofagogastroduodenoscopia (EGDS).
I sintomi della dispepsia funzionale sono perlopiù caratterizzati da un dolore e delle pirosi epigastrici o retrosternali, correlate con i pasti (a digiuno, o dopo mangiato o indipendentemente dal pasto), rigurgito, sensazione di pienezza post-prandiale anche dopo introduzione di pasti leggeri. Altri sintomi, seppur meno sentiti, sono una sensazione di gonfiore addominale, eruttazioni, nausea e vomito.

### Trattamento
Per curare la dispepsia funzionale vengono solitamente utilizzati i seguenti farmaci:

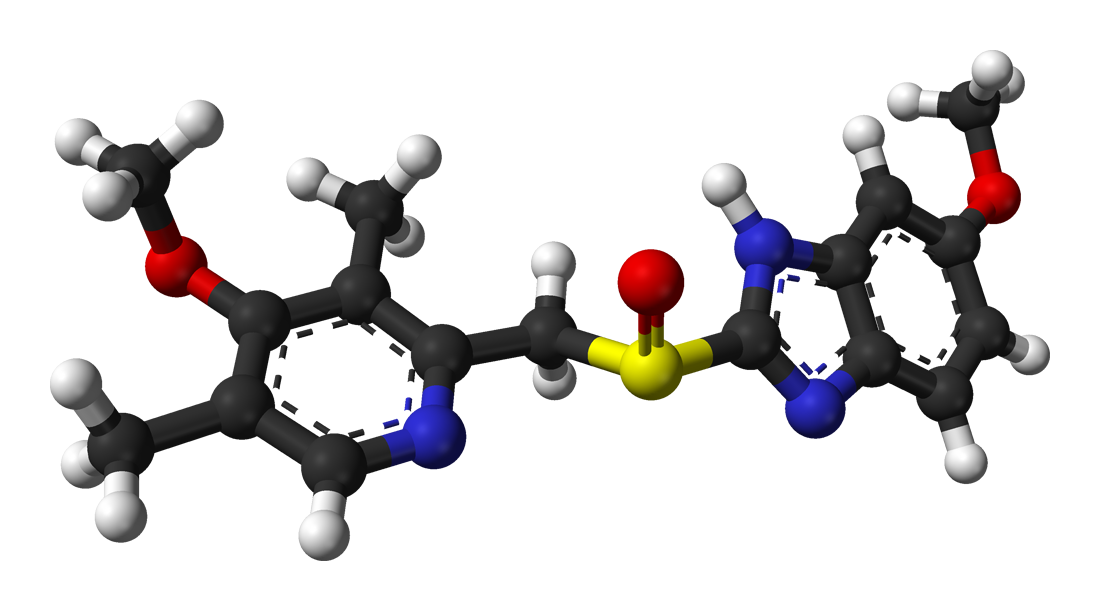
Rappresentazione tridimensionale di una molecola di omeprazolo, un farmaco utilizzato nel trattamento della dispepsia funzionale.

- procinetici (quali metoclopramide, levosulpiride, domperidone), i quali aumentano la frequenza di movimento dell'apparato digerente facilitando lo svuotamento dello stomaco;
- antisecretori gastrici come gli H2 inibitori (ranitidina, famotidina, nizatidina) o inibitori di pompa protonica (omeprazolo, pantoprazolo, lansoprazolo), i quali possono ridurre la secrezione acida dello stomaco;
- antiacidi (idrossido di alluminio e idrossido di magnesio), utilizzati come sintomatici, riducono in poco tempo l'acidità e i protettori di mucosa (come il sucralfato), per quindi ostacolare il danno dall'acido cloridrico;
- acidi biliari come l'acido ursodesossicolico (abbreviato UDCA);
- ansiolitici (benzodiazepine di tipo bromazepam e lorazepam) e, nei casi più gravi, antidepressivi (amitriptilina) per ridurre la componente psicosomatica.

## Diagnosi
Oltre all'anamnesi dove il medico raccoglie i sintomi riscontrati dal paziente, si effettua il test per l'Helicobacter pylori.

## Terapia
Anche se molti farmaci in passato hanno provocato soltanto un effetto placebo si utilizzano gli antagonisti dei recettori H2, inibitori di pompa protonica (omeprazolo, lansoprazolo) e antibiotici per eradicare l'Helicobacter pylori; abolire l'assunzione di alcool, caffè e fumo, somministrare antiacidi.
Nei casi di dispepsia funzionale, dopo un ciclo di terapia con inibitori di pompa protonica, è raccomandata la terapia con farmaci antidepressivi triciclici (ad esempio amitriptilina) a basso dosaggio poiché hanno azione neuromodulatrice e sono raccomandati dalle linee guida europee e americane.